# Jeff Reinhart
Jeff Reinhart es uno de los personajes principales de la saga de películas "Saw", creada por James Wan y Leigh Whannell, cuyas principales características son la temática original que el asesino utiliza para justificar sus crímenes, la trama entrañada y un final sorprendente. La primera película de Saw fue estrenada en 2004 y desde ese momento se siguen estrenando secuelas de la misma cada año.

## Perfil
Jeff Reinhart es un personaje ficticio de la serie de películas Saw, Angus Macfadyen es el encargado de darle vida a Jeff en la tercera y en la cuarta secuela.

### Un esposo vengativo
Jeff es un hombre cuya vida fue arruinada después de que un estudiante de medicina ebrio, Timothy Young, atropellara a su hijo, Dylan, frente a él, cuando paseaba con su hijo. La única testigo de hecho fue Danica Scott, pero en lugar de asistir a Jeff y declarar en el juicio, ella desaparece, a pesar de los gritos de Jeff.
Su hijo muere y el caso es llevado a juicio; sin embargo, contra los deseos de Jeff, el juez Halden, le da a Timothy sólo seis meses de condena.
Debido a todo esto, Jeff abandona su empleo, obsesionado con la venganza, contra el asesino de su hijo (el cual ya está libre), llegando a pasar tres años. Jeff es mantenido por su esposa Lynn Denlon y, descuidando a su otra hija Corbett, compra un arma y sueña con el momento de la venganza.
Una mañana es secuestrado, al igual que su hija, y llevado a la guarida de Jigsaw.

### Pruebas conectadas
Jeff despierta en una caja donde encuentra una grabadora , la cual le indica que tendrá que perdonar a las personas culpables de que el asesino de su hijo esté en libertad y seguir con su vida, o seguir su camino hasta su prueba final, antes de quedar encerrado en el lugar en dos horas. Jeff logra salir de la caja y se encamina por el desconocido lugar, se topa con una puerta, en la cual está escrito: "ENFRENTA TUS MIEDOS", al abrirla encuentra entonces a Danica Scott, encadenada y desnuda en el centro de la habitación, mientras es rociada con agua helada la cual es un cuarto congelado. Jeff encuentra una grabadora, en la cual se le informa que tiene la oportunidad de salvarla, incluso hace el intento, ya que logra perdonarla, trata de alcanzar la llave que la liberará y lo hará salir de esa habitación, pero no lo logra y Danica queda congelada, Jeff consigue la llave para escapar de aquel cuarto y seguir su camino. Justo a la salida del mismo se encuentra con una pequeña caja, en la cual se encontraba una llave, un pedazo de una fotografía familiar (la de los Reinhart), en el cual estaba Jeff y una nota: "Abre la puerta Jeff". 
Luego de seguir su camino a través de la guarida de Jigsaw, encuentra otra pequeña caja, en la cual encuentra otro pedazo de la fotografía, en la que estaba Dylan, una bala y una nota: "Una bala puede terminar con todo". Al frente de la caja se encuentra enfrente de otra puerta, en la cual está escrito:"ES TIEMPO DE OLVIDAR", al entrar se encuentra con el juez Halden, atado por el cuello con una barra de metal curvada al suelo de un gran tanque, que está conectado a un tubo al que van los restos licuados de cerdos muertos (pues el lugar es un gran frigorífico abandonado). Cada vez, el tanque se va llenando más y más con la asquerosa sustancia, y amenaza con llegar a ahogar al juez. Jeff encuentra otra grabadora que le informa que cerca de él existe un horno lleno de las propiedades de su hijo y de una llave, Jeff debe decidir si quemar todas las pertenencias de su hijo y sus fotos o no hacerlo y morir allí, sin poder salir y sin salvar al juez. Jeff, al final, acepta quemar las cosas de su hijo y saca la llave. Libera al juez y salen juntos de la habitación. 
Jeff y el juez se encuentran enfrente a otra puerta, en la cual estaba escrito:"AQUÍ ESTA TU OPORTUNIDAD", antes de entrar Jeff observa otra pequeña caja, en la cual se encontraba otro pedazo de la fotografía, en la que se encontraba Corbett, un cargador de una pistola y otra nota: "Un paso más cerca de tu venganza". Entran y encuentran a Timothy Young encadenado a un enorme artefacto, por los brazos, piernas y la cabeza. Jeff reproduce otra cinta en la que Jigsaw le informa que el artefacto es su máquina favorita, es una especie de cruz en la que se fuerza al cuerpo humano a llegar a sus límites. La máquina hará que las piernas y los brazos de Timothy giren y giren quebrándose y partiéndose infinitamente y luego girara su cabeza, rompiéndole el cuello. Jeff debe conseguir la llave dentro de una caja de vidrio si quiere salvar al asesino de su hijo, pero la llave está atada a una escopeta cargada que le volaría la cabeza a Jeff si hace un movimiento brusco. Empieza la tortura hacia Timothy, Jeff, después de que Timothy ha perdido los dos brazos, decide ayudarlo, mientras que el juez calma a Timothy. Jeff consigue sacar la llave, pero también acciona la escopeta, que le destruye el cráneo al juez Halden, quien, accidentalmente, estaba frente a ella. Consigue la llave e intenta liberar a Timothy, pero no logra encontrar el orificio de la llave y solo alcanza a ver como su cuello gira hasta quebrarse y Jeff llora abrazando su cuerpo diciendo que lo perdona.

### Confrontación
Jeff sale de la habitación y continua su camino hacia su prueba final. Al toparse con la última caja, en la cual se encontraba el pedazo final de la fotografía, donde estaba Lynn, una pistola y la última nota: "Última oportunidad". Jeff une la fotografía y la deja en la caja, al frente de él se encuentra una puerta cerrada, recuerda la llave que encontró, abre la puerta, en la cual se encontraba un cuarto lleno de trampas en desarrollo, al final de la misma se encuentra Jigsaw, Amanda Young y su esposa Lynn.
Sin embargo, antes de lograr entra a la habitación, escucha una discusión entre Amanda y su mentor, a unos pasos de irrumpir en la habitación, escucha a Lynn y esta al salir, recibe una bala de Amanda. Jeff entra con una mortalmente herida Lynn y mata a Amanda con la única bala que tenía, dándole un balazo en el cuello, luego de que Amanda se desangra y descubre que es víctima de las pruebas de Jigsaw, muere.
Jeff se percata de que Lynn tiene un artefacto de metal en el cuello, pero no le da mucha importancia y le dice que se pondrá bien. A continuación Jigsaw le revela que él es su última prueba de perdón, de hacerlo así, puede llamar a una ambulancia y salvar a su esposa, si no lo hace, puede matar a Jigsaw con cualquier artefacto que el prefiera y dejar morir a su esposa (Jeff ignora que el collar con balas de escopeta de Lynn está conectado al medidor de ritmo cardiaco de Jigsaw, por lo que al morir Jigsaw, las balas se disparan en la cabeza de Lynn).
Jeff elige vengarse y le corta la garganta al asesino, quien, antes de morir, activa una grabadora en la cual informa a Jeff que él secuestró a su hija y que está oculta en la guarida, si desea encontrarla, deberá jugar otro juego.
Al morir Jigsaw se activa el collar de Lynn, volándole la cabeza, dejando a Jeff sólo.
En ese momento entra el agente Strahm, Jeff cree que él conoce el paradero de su hija, mientras que el agente del FBI, cree que Jeff está implicado con las pruebas de Rigg. Jeff exige saber el paradero de su hija y apunta al agente con su arma descargada, Stramh, contraataca y dispara dos balas que terminan en el pecho de Jeff, matándolo, antes de poder encontrar a su hija. En Saw V solo se ve su muerte dos veces.

## Apariciones
- Saw III
- Saw IV
- Saw V (cadáver y flashbacks)
- Saw VI (flashback)
- Saw 3D (es nombrado)

## Doblaje
- Rafael Calvo dobla a Jeff durante Saw III y Saw IV.

- Datos: Q5929019